# Vermetus

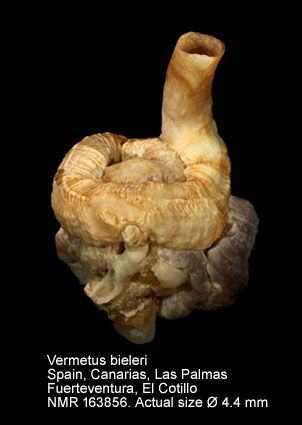
Vermetus bieleri, Las Palmas, Canarie, Spagna

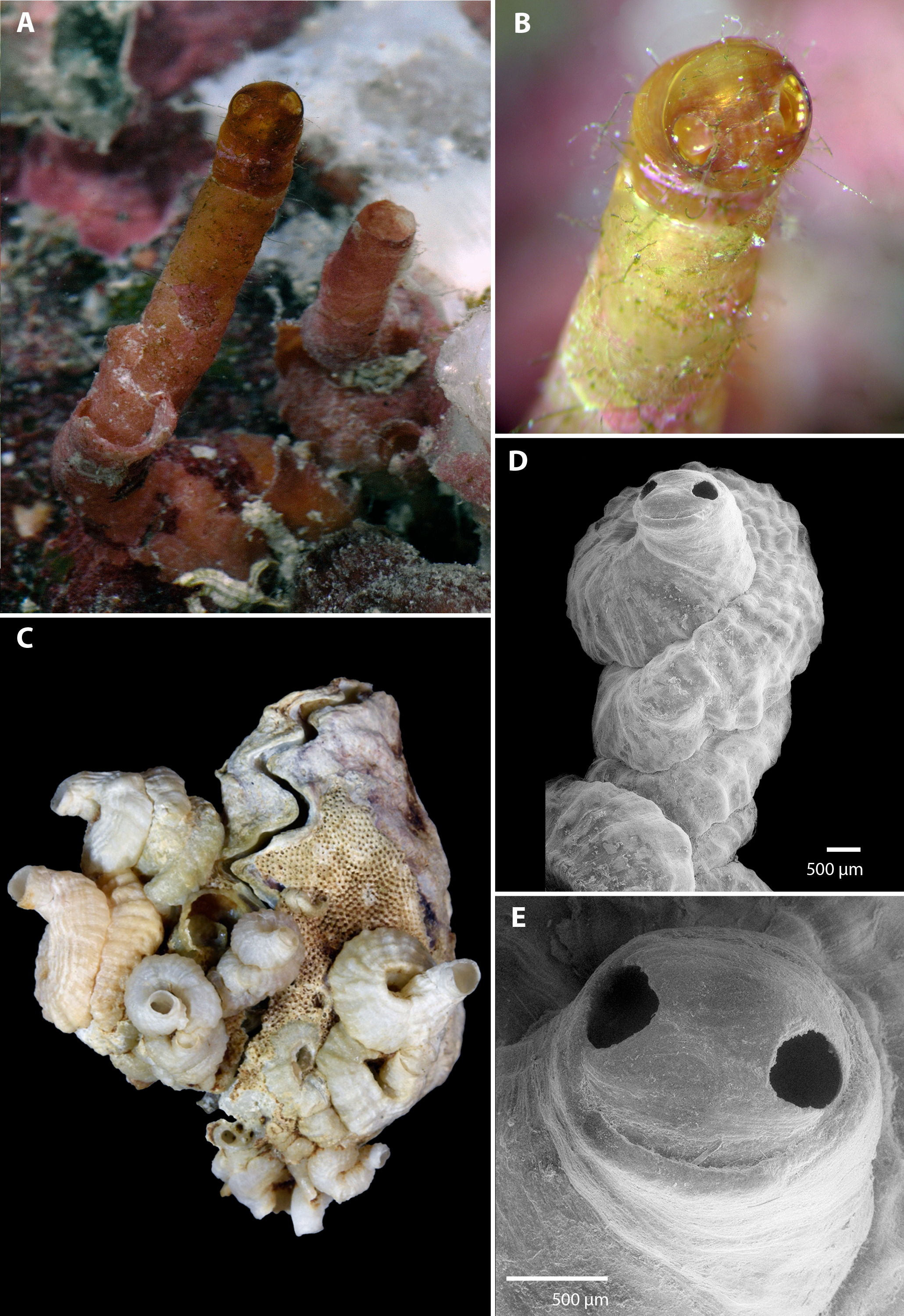
Vermetus biperforatus

Vermetus Daudin, 1800 è un genere di molluschi gasteropodi marini della famiglia Vermetidae.

## Descrizione
I Vermetus sono dei molluschi che si presentano prevalentemente solitari o in piccoli grappoli. Gli avvolgimenti sono generalmente irregolari e la parete columellare è liscia, priva di lamine. Presentano tipicamente due vortici nucleari, di forma globosa o allungata. L'opercolo è sottile, a spirale, grande metà o meno del diametro dell'apertura. La conchiglia è per lo più ben attaccata; senza cicatrici del tubo di alimentazione.
La prima descrizione del genere è attribuita alla zoologa francese Marie François Daudin, che tuttavia nel suo lavoro fa riferimento ad una descrizione precedente di Michel Adanson che si riferisce al genere come Le Vermet.

## Tassonomia
Il genere comprende le seguenti specie:
- Vermetus adansonii Daudin, 1800
- Vermetus afer (Gmelin, 1791)
- Vermetus annulus Rousseau in Chenu, 1843
- Vermetus balanitintinnabuli Mörch, 1862
- Vermetus bieleri Scuderi, Swinnen & Templado, 2017
- Vermetus biperforatus Bieler, Collins, Golding & Rawlings, 2019
- Vermetus carinatus Quoy & Gaimard, 1834
- Vermetus dentiferus Rousseau in Chenu, 1844
- Vermetus enderi Schiaparelli, 2000
- Vermetus granulatus (Gravenhorst, 1831)
- Vermetus periscopium Barnard, 1963
- Vermetus reticulatus Quoy & Gaimard, 1834
- Vermetus sansibaricus Thiele, 1925
- Vermetus tonganus Quoy & Gaimard, 1834
- Vermetus triquetrus Bivona-Bernardi, 1832
- Vermetus turonius Rousseau in Chenu, 1844
- Vermetus vitreus Kuroda & Habe, 1972